# Саморський договір
Само́рський до́говір (ісп. і порт. Tratado de Zamora) — міждержавна угода Леонського королівства та Португалії про припинення війни та визнання останньої королівством. Підписаний 5 жовтня 1143 року в кафедральному соборі міста Самора, леонським королем Альфонсо VII та португальським королем Афонсу І в присутності свідка, папського легата кардинала Гвідо да Віко. Укладанню договору передувало самовільне прийняття королівського титулу в 1139 році Афонсу І, що тоді був португальським графом; його коронація бразьким архієпископом Жуаном Пекуліаром, а також португальсько-леонська війна, що завершилася перемогою Афонсу в битві при Валдевеші 1141 року. Умови договору були такі:
- Леон і Португалія припиняють ворожнечу й встановлюють тривалий мир.
- Леон визнає своє колишнє Португальське графство королівством.
- Альфонсо VII визнає колишнього португальського графа Афонсу І королем Португалії.
- В якості імператора усієї Іспанії Альфонсо VII залишається сюзереном Афонсу І.
- Афонсу І обіцяє стати васалом Святого Престолу й сплачуватиме щорічну данину золотом[2].

Святий Престол визнав самостійність Португалії в Саморі, але визнання королівського титулу Афонсу І та його васалітету затягнулося. До 1179 року португальські державці та єпископи вели переговори з Римом. Вони закінчилися виданням Олександром III папської булли «Manifestis Probatum», в якій португальський монарх визнавався королем і васалом Святого Престолу.